# Unterseeboot type VII
 (juillet 2025).
Si vous disposez d'ouvrages ou d'articles de référence ou si vous connaissez des sites web de qualité traitant du thème abordé ici, merci de compléter l'article en donnant les références utiles à sa vérifiabilité et en les liant à la section « Notes et références ».

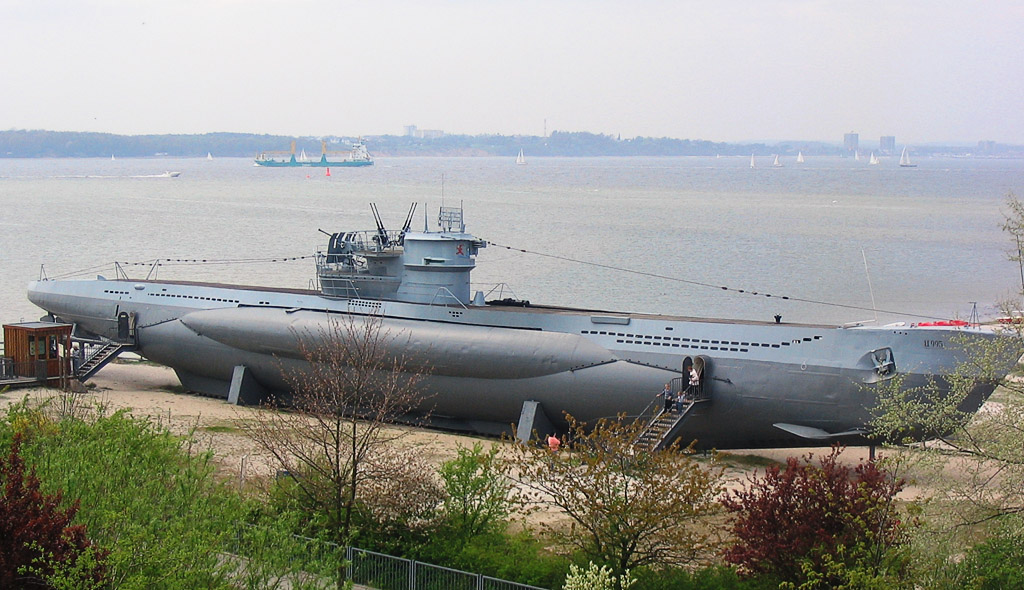
Le U-995, de Type VII C, au mémorial naval de Laboe.

Le U-Boot de type VII était le cheval de bataille de la Kriegsmarine lors de la Seconde Guerre mondiale. Construit à plus de 700 exemplaires, ce qui est un record historique de production en série de sous-marins, il fut le type le plus utilisé de la guerre.
Dès 1932, l'Allemagne s'est efforcée de contourner les restrictions militaires du traité de Versailles qui interdisait les sous-marins. Les Allemands ont continué à développer des sous-marins à travers un bureau d'études de sous-marins aux Pays-Bas (NV Ingenieurskantoor voor Scheepsbouw) et un programme de recherche sur les torpilles en Suède où la torpille G7e a été développée.
Le programme de construction des sous-marins de type VII démarra lentement après l'accord naval anglo-allemand de 1935. Au début de la guerre, le 3 septembre 1939, seuls dix-huit sous-marins de type VII étaient en service, mais à la fin de la guerre, 709 sous-marins de type VII furent mis en service. De nombreux autres furent planifiés, commandés ou même mis en chantier, mais l'important programme de construction fut brusquement interrompu en septembre 1943 lorsqu'il devint évident, constatant la quantité de pertes, que le sous-marin de type VII était devenu obsolète et que la construction de sous-marins devait se concentrer sur les nouveaux elektroboote. À la fin de la guerre, la plupart des sous-marins de type VII restants furent sabordés soit par leurs équipages lors de l'opération Regenbogen (77 unités), soit plus tard par les Britanniques lors de l'opération Deadlight (75 unités).
Dérivé du modèle de la Première Guerre mondiale du Type UB III et du sous-marin de classe Vetehinen (en) construit pour la Finlande, le Type VII fut conçu pour attaquer les convois de l'Atlantique Nord et constitua l'épine dorsale de l'effort allemand lors de la bataille de l'Atlantique pendant la Seconde Guerre mondiale.
Ce type de sous-marins océaniques était un intermédiaire entre les types côtiers (Type II) et les types de très long rayon d'action (type IX). Mieux adapté aux dimensions plus réduites de l'Atlantique Nord, le type VII ne tarda pas à remplacer complètement les types UB III. Le type VII, introduit par la classe A, a connu plusieurs évolutions destinées à l'améliorer (B, C, C/41). Il existait également une version mouilleur de mines Type D et un sous-marin ravitailleur de torpilles Type F.

## Type VII-A
Le type VII-A a été conçu entre 1933 et 1934 pour être le premier d'une nouvelle génération de sous-marins d'attaque. Les sous-marins de ce type étaient bien plus performants et bien mieux armés que ceux du type II, qu'ils remplaçaient, et étaient très appréciés de leurs équipages.
Pourvus de quatre tubes lance-torpilles avant et un tube lance-torpilles arrière, ils disposaient en général d'un magasin de 11 torpilles. Très agiles en surface, leur pont était également équipé d'un canon de 88 mm à grande cadence, disposant de 220 coups ; ce canon - le Schiffskanone C/35 L/45 - est de type différent du canon de 88 mm terrestre, et ses munitions sont différentes.
Entre 1935 et 1937, 10 U-Boote de type VII-A ont été construits, dont 6 par AG Weser et 4 par l’arsenal Germania :
| Bateaux | Chantier naval      | N° fabrique | Commande       | Lancement      | Statut                                               |
| ------- | ------------------- | ----------- | -------------- | -------------- | ---------------------------------------------------- |
| U-27    | AG Weser - Brême    | 908         | 1er avril 1935 | juin 1936      | Coulé le 20 septembre 1939 à l'ouest de l'Écosse     |
| U-28    | AG Weser, Brême     | 909         | 1er avril 1935 | juillet 1936   | Coulé le 17 mars 1944 à Neustadt                     |
| U-29    | AG Weser, Brême     | 910         | 1er avril 1935 | août 1936      | Sabordé le 5 mai 1945                                |
| U-30    | AG Weser, Brême     | 911         | 1er avril 1935 | août 1936      | Sabordé le 5 mai 1945                                |
| U-31    | AG Weser, Brême     | 912         | 1er avril 1935 | septembre 1936 | Coulé le 2 novembre 1940 au nord-ouest de l'Irlande  |
| U-32    | AG Weser, Brême     | 913         | 1er avril 1935 | février 1937   | Coulé le 30 octobre 1940 au large de l'Irlande       |
| U-33    | Germaniawerf, Brême | 556         | 25 mars 1935   | juin 1936      | Coulé le 11 février 1940 au large de l'Ecosse        |
| U-34    | Germaniawerf, Brême | 557         | 25 mars 1935   | juillet 1936   | le 5 août 1943 entre en collision à Memel (Lituanie) |
| U-35    | Germaniawerf, Brême | 558         | 25 mars 1935   | septembre 1936 | Coulé le 29 novembre 1939 en Mer du Nord             |
| U-36    | Germaniawerf, Brême | 559         | 25 mars 1935   | novembre 1936  | Coulé le 16 décembre 1939 en Mer du Nord             |

À l'exception de deux d'entre eux, le U-29 et le U-30, sabordés durant l'Opération Regenbogen le 4 mai 1945 alors qu'ils se trouvaient dans le Fjord de Flensbourg, ils ont tous été coulés durant la Seconde Guerre mondiale.
| Déplacement         | 626 t (surface) 745 t (plongée) |
| Longueur            | 64,50 m (hors-tout) 45,50 m (coque pressurisée)                                                                                        |
| Largeur             | 5,85 m (hors-tout) 4,70 m (coque pressurisée)                                                                                          |
| Tirant d'eau        | 4,40 m |
| Hauteur             | 9,50 m |
| Motorisation        | 2 310 ch (2 moteurs Diesel MAN AG, 6-cylindres, 4-temps M6V40/46) 750 ch (2 moteurs électriques Brown, Boveri & Cie (BBC) GG UB 720/8) |
| Vitesse             | 17 nœuds (surface) 8 nœuds (plongée)                                                                                                   |
| Rayon d'action      | 11 470 km (surface à 10 nœuds) 175 km (plongée à 4 nœuds)                                                                              |
| Armement principal  | 4 tubes lance-torpilles avant 1 tube lance-torpilles arrière 11 torpilles en magasin                                                   |
| Armement secondaire | 1 canon de 88 mm "Schiffskanone C/35 L/45" (220 coups) 1 canon de 20 mm                                                                |
| Profondeur          | 220 m (maximale) 230–250 m (écrasement)                                                                                                |
| Équipage            | 42 à 46 hommes |
| Unités produites    | 10 |
| Unités perdues      | 8 |

## Type VII-B

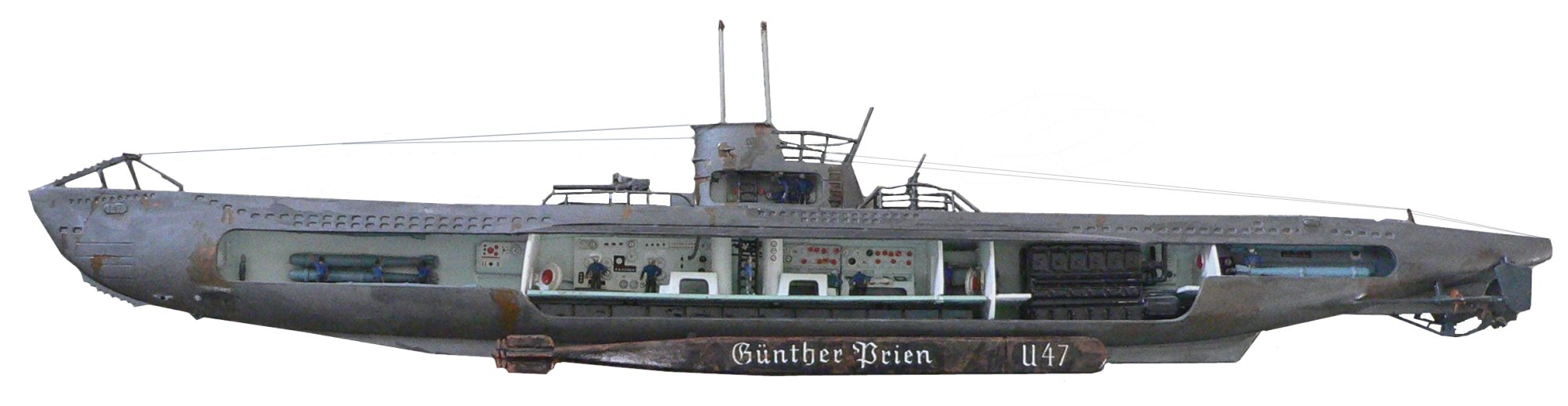
Maquette écorchée de l'U-47 de Günther Prien.

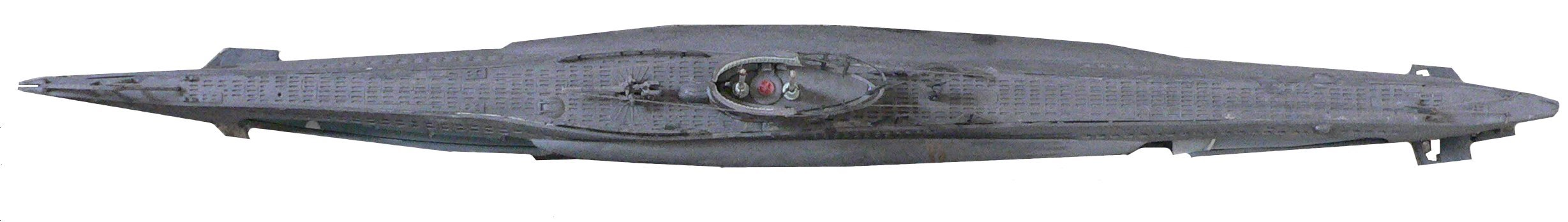
Maquette vue de dessus de l'U-47 de Günther Prien.

Le principal inconvénient du type VII classe A était la trop petite taille de ses réservoirs de fuel qui limitait son rayon d'action. Aussi, la classe B était-elle équipée de réservoirs externes additionnels permettant d'emporter 33 tonnes de fuel supplémentaires, ce qui augmentait le rayon d'action de 4 625 km à 10 nœuds en surface.
Les sous-marins de type VII-B, dont 24 exemplaires ont été produits entre 1936 et 1941, étaient également mieux motorisés et plus rapides, et étaient équipés de deux gouvernails afin de leur procurer une meilleure agilité. Ils étaient pourvus du même armement (à l'exception du U-83, qui ne disposait pas de tube lance-torpilles arrière), mais pouvaient embarquer 3 torpilles supplémentaires.
Beaucoup des sous-marins de type VII-B figurent parmi les plus célèbres U-Boote de la Seconde guerre mondiale, notamment le U-48 (plus de victoires), le U-47, le U-99 et le U-100.
| Bateaux | Chantier naval                  | N° fabrique | Quille posée | Commissioné  | Fin |
| ------- | ------------------------------- | ----------- | ------------ | ------------ | --- |
| U-45    | F. Krupp Arsenal Germania, Kiel | 580         | 23 Fev 1937  | 25 Juin 1938 | Coulé le 14 Octobre 1939 au sud-ouest de l'Irlande par des charges des destroyers HMS Inglefield, HMS Ivanhoe, HMS Intrepid et HMS Icarus.                                 |
| U-46    | F. Krupp Germaniawerft AG, Kiel | 581         | 24 Fev 1937  | 2 Nov 1938   | Démoli le 5 Mai 1945 à Flensbourg dans la baie de Kupfermühlen |
| U-47    | F. Krupp Germaniawerft AG, Kiel | 582         | 27 Fev 1937  | 17 Dec 1938  | Perdu en mer le 7 mars 1941 au sud de l'Islande |
| U-48    | F. Krupp Germaniawerft AG, Kiel | 583         | 10 Mar 1937  | 22 Avr 1939  | Démoli le 3 Mai 1945 à Neustadt |
| U-49    | F. Krupp Germaniawerft AG, Kiel | 584         | 15 Sep 1938  | 12 Aout 1939 | Coulé le 15 Avril 1940 au nord-est de Harstad, Norvège, par des charges des destroyers HMS Fearless et HMS Brazen.                                                         |
| U-50    | F. Krupp Germaniawerft AG, Kiel | 585         | 3 Nov 1938   | 12 Dec 1939  | Coulé le 6 Avril 1940 au nord de l'île de Terschelling, Pays-Bas, par une mine posée par les destroyers HMS Express, HMS Esk, HMS Icarus et HMS Impulsive.                 |
| U-51    | F. Krupp Germaniawerft AG, Kiel | 586         | 26 Fev 1937  | 6 Aout 1938  | Coulé le 20 Aout 1940 à l'ouest de St-Nazaire par une torpille du sous-marin britannique HMS Cachalot (N83).                                                               |
| U-52    | F. Krupp Germaniawerft AG, Kiel | 587         | 9 Mar 1937   | 4 Fev 1939   | Décommissionné le 22 Octobre 1943 à Danzig. Coulé le 3 Mai 1945 à Neustadt par des roquettes de 4 Hawker Typhoon anglais                                                   |
| U-53    | F. Krupp Germaniawerft AG, Kiel | 588         | 13 Mar 1937  | 24 Juin 1939 | Coulé le 24 Février 1940 au sud des Îles Féroé par des charges du destroyer HMS Gurkha.                                                                                    |
| U-54    | F. Krupp Germaniawerft AG, Kiel | 589         | 13 Sep 1938  | 23 Sep 1939  | Coulé le 13 Fevrier 1940 au nord de l'île de Terschelling, Pays-Bas, par une mine posée par les destroyers HMS Ivanhoe et HMS Intrepid.                                    |
| U-55    | F. Krupp Germaniawerft AG, Kiel | 590         | 2 Nov 1938   | 21 Nov 1939  | Coulé le 30 Janvier 1940 au sud-ouest des Îles Scilly par des charges du destroyer HMS Whitshed, du HMS Fowey et un Short S.25 Sunderland anglais (228 Sqn RAF/Y)          |
| U-73    | Bremer Vulkan, Brême            | 1           | 5 Nov 1939   | 30 Sep 1940  | Coulé le 16 Decembre 1943 au nord d'Oran par des charges et des tirs des destroyers USS Woolsey et USS Trippe.                                                             |
| U-74    | Bremer Vulkan, Brême            | 2           | 5 Nov 1939   | 31 Oct 1940  | Coulé le 2 Mai 1942 au sud-est de Carthagène (Espagne) par des charges des destroyers HMS Wishart et HMS Wrestler.                                                         |
| U-75    | Bremer Vulkan, Brême            | 3           | 15 Dec 1939  | 19 Dec 1940  | Coulé le 28 Decembre 1941 au nortd-ouest de Marsa Matruh, par des charges du destroyer HMS Kipling.                                                                        |
| U-76    | Bremer Vulkan, Brême            | 4           | 28 Dec 1939  | 3 Dec 1940   | Coulé le 5 Avril 1941 au sud de l'Islande, par des charges du destroyer HMS Wolverine et au Sloop de guerre HMS Scarborough (L25)                                          |
| U-83    | Flender Werke, Lübeck           | 291         | 5 Oct 1939   | 8 Fev 1941   | Coulé le 4 Mars 1943 au sud-est de Carthagène (Espagne) par des charges d'un Lockheed Hudson anglais (500 Sqn RAF/V).                                                      |
| U-84    | Flender-Werke, Lübeck           | 280         | 9 Nov 1939   | 29 Avr 1941  | Coulé le 7 Aout 1943 au sud-ouest des Bermudes par une torpille FIDO lancée d'un B-24 Liberator américain (VB-105 USN/B-4).                                                |
| U-85    | Flender-Werke, Lübeck           | 281         | 18 Dec 1939  | 7 Juin 1941  | Coulé le 14 Avril 1942 au large du Cap Hatteras par des tirs du destroyer USS Roper.                                                                                       |
| U-86    | Flender-Werke, Lübeck           | 282         | 20 Jan 1940  | 8 Juil 1941  | Coulé le 29 Novembre 1943 à l'est des Açores, par des charges des destroyers HMS Tumult et HMS Rocket.                                                                     |
| U-87    | Flender-Werke, Lübeck           | 283         | 18 Avr 1940  | 19 Aout 1941 | Coulé le 4 mars 1943 à l'ouest du Port de Leixões (Portugal) par des charges de la corvette canadienne HMCS Shediac (K110) et du destroyer canadien HMCS St. Croix (I-81). |
| U-99    | Germaniawerft, Kiel             | 593         | 31 Mar 1939  | 18 Avr 1940  | Sabordé le 17 Mars 1941 au sud-est de l'Islande après avoir été lourdement endommagé par les charges du destroyer HMS Walker.                                              |
| U-100   | Germaniawerft, Kiel             | 594         | 22 Mai 1939  | 30 Mai 1940  | Coulé le 17 Mars 1941 au sud-est de l'Islande après avoir été percuté par le destroyer HMS Vanoc et par ses charges et celles du destroyer HMS Walker.                     |
| U-101   | Germaniawerft, Kiel             | 595         | 31 Mar 1939  | 11 Mar 1940  | Décommissionné le 22 Octobre 1943. Coulé le 3 Mai 1945 à Neustadt par des roquettes de 4 Hawker Typhoon anglais                                                            |
| U-102   | Germaniawerft, Kiel             | 596         | 22 Mai 1939  | 27 Avr 1940  | Coulé le 1er Juillet 1940 au sud-ouest de l'Irlande par des charges du destroyer HMS Vansittart                                                                            |

| Déplacement         | 769 t (surface) 871 t (plongée)                                                      |
| Longueur            | 66,50 m (hors-tout) 48,8 m (coque pressurisée)                                       |
| Largeur             | 6,20 m (hors-tout) 4,70 m (coque pressurisée)                                        |
| Tirant d'eau        | 4,74 m                                                                               |
| Hauteur             | 9,50 m                                                                               |
| Motorisation        | 2 800 ch (2 moteurs Diesel) 750 ch (2 moteurs électriques)                           |
| Vitesse             | 17,9 nœuds (surface) 8 nœuds (plongée)                                               |
| Rayon d'action      | 16 095 km (surface à 10 nœuds) 175 km (plongée à 4 nœuds)                            |
| Armement principal  | 4 tubes lance-torpilles avant 1 tube lance-torpilles arrière 14 torpilles en magasin |
| Armement secondaire | 1 Schiffskanone C/35 L/45 (220 coups) 1 canon de 20 mm                               |
| Profondeur          | 220 m (maximale) 230–250 m (écrasement)                                              |
| Équipage            | 44 à 48 hommes                                                                       |
| Unités produites    | 24                                                                                   |
| Unités perdues      | 20                                                                                   |

## Type VII-C

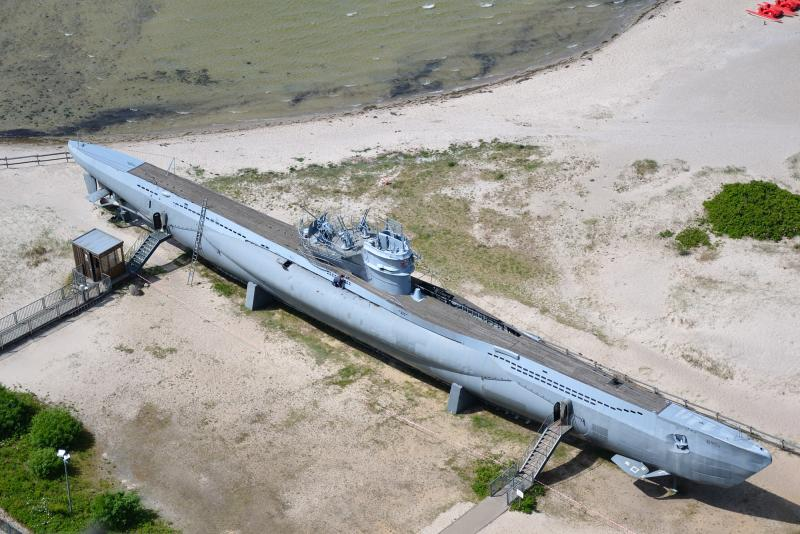
Le U-995, de Type VII C, au mémorial naval de Laboe.

Avec 654 exemplaires produits entre 1940 et 1945, le type VII-C était le fer de lance de la Kriegsmarine. Les sous-marins de ce type ont été fabriqués tout au long de la Seconde guerre mondiale. Le premier U-Boot de type VII-C est le U-69, lancé en 1940.
Le type VII-C était une machine de guerre très efficace, présente quasiment partout où les U-Boote opéraient, bien que son rayon d'action soit moins important que celui de l'imposant type IX. Il est entré en service alors que les premiers succès du début de la guerre touchaient à leur fin, et il a été de la partie lors de la défaite finale infligée par la campagne anti-sous-marine alliée, en fin d'année 1943 et 1944.
Le type VII-C était une version légèrement modifiée du très fonctionnel VII-B. Il utilisait la même motorisation, mais étant sensiblement plus gros et plus lourd, il était un peu plus lent. Entre 1944 et 1945, la plupart des exemplaires ont été équipés d'un schnorchel. Il utilisait également le même armement, excepté les U-72, U-78, U-80, U-554 et U-555, qui n'avaient que 2 tubes lance-torpilles avant, et les U-203, U-331, U-351, U-401, U-431 et U-651, qui n'avaient pas de tube lance-torpilles arrière.
L'un des plus fameux U-Boot de type VII-C est le U-96, dépeint par Lothar-Günther Buchheim en 1973 dans son roman Das Boot, qui a inspiré Wolfgang Petersen pour son film Das Boot, en 1981.
| Bateaux         | Nbre | Chantier naval                     | N° fabrique | Construction |
| --------------- | ---- | ---------------------------------- | ----------- | ------------ |
| U-69 à U-70     | 2    | Arsenal Germania, Kiel             | 603 à 604   | 1938 à 1940  |
| U-71 à U-72     | 2    | Arsenal Germania, Kiel             | 618 à 619   | 1939 à 1941  |
| U-77 à U-82     | 6    | Bremer Vulkan, Brême               | 5 à 10      | 1939 à 1941  |
| U-88 à U-92     | 5    | Flender Werke, Lübeck              | 292 à 296   | 1939 à 1942  |
| U-93 à U-98     | 6    | Arsenal Germania, Kiel             | 598 à 603   | 1938 à 1940  |
| U-132 à U-136   | 5    | Bremer Vulkan, Brême               | 11 à 15     | 1938 à 1941  |
| U-201 à U-212   | 12   | Arsenal Germania, Kiel             | 630 à 641   | 1938 à 1940  |
| U-221 à U-232   | 12   | Arsenal Germania, Kiel             | 651 à 662   | 1940 à 1942  |
| U-235 à U-240   | 6    | Arsenal Germania, Kiel             | 665 à 670   | 1941 à 1943  |
| U-241 à U-250   | 10   | Arsenal Germania, Kiel             | 675 à 684   | 1941 à 1943  |
| U-251 à U-291   | 41   | Bremer Vulkan, Bremen              | 16 à 56     | 1939 à 1943  |
| U-301 à U-316   | 16   | Flender-Werke, Lübeck              | 301 à 316   | 1940 à 1943  |
| U-331 à U-350   | 20   | Nordseewerke, Emden                | 203 à 222   | 1939 à 1943  |
| U-351 à U-366   | 16   | Flensburger Schiffsbau, Flensbourg | 470 à 485   | 1939 à 1943  |
| U-367 à U-370   | 4    | Flensburger Schiffsbau, Flensbourg | 490 à 493   | 1941         |
| U-371 à U-390   | 20   | Howaldtswerke, Kiel                | 2 à 21      | 1939 à 1943  |
| U-391 à U-394   | 4    | Howaldtswerke, Kiel                | 23 à 26     | 1941 à 1943  |
| U-396 à U-400   | 5    | Howaldtswerke, Kiel                | 28 à 32     | 1941         |
| U-401 à U-430   | 30   | Danziger Werft, Danzig             | 102 à 131   | 1939 à 1943  |
| U-431 à U-434   | 4    | F. Schichau, Danzig                | 1472 à 1475 | 1939 à 1941  |
| U-435 à U-438   | 4    | F. Schichau, Danzig                | 1477 à 1480 | 1939 à 1941  |
| U-439 à U-442   | 4    | F. Schichau, Danzig                | 1490 à 1493 | 1940 à 1942  |
| U-443 à U-444   | 2    | F. Schichau, Danzig                | 1498 à 1499 | 1940 à 1942  |
| U-445 à U-448   | 4    | F. Schichau, Danzig                | 1505 à 1508 | 1940 à 1942  |
| U-449 à U-450   | 2    | F. Schichau, Danzig                | 1520 à 1521 | 1940 à 1942  |
| U-451 à U-458   | 8    | Deutsche Werke, Kiel               | 282 à 289   | 1939 à 1941  |
| U-465 à U-473   | 9    | Deutsche Werke, Kiel               | 296 à 304   | 1940 à 1943  |
| U-475 à U-480   | 6    | Deutsche Werke, Kiel               | 306 à 311   | 1941 à 1943  |
| U-481 à U-486   | 6    | Deutsche Werke, Kiel               | 316 à 321   | 1941 à 1944  |
| U-551 à U-650   | 100  | Blohm & Voss, Hambourg             | 527 à 626   | 1939 à 1942  |
| U-651 à U-683   | 33   | Howaldtswerke, Hambourg            | 800 à 832   | 1939 à 1944  |
| U-701 à U-705   | 5    | HC Stülcken, Hambourg              | 760 à 764   | 1939 à 1941  |
| U-706           | 1    | HC Stülcken, Hambourg              | 766         | 1939 à 1941  |
| U-707 à U-710   | 4    | HC Stülcken, Hambourg              | 771 à 774   | 1940 à 1942  |
| U-711 à U-722   | 12   | HC Stülcken, Hambourg              | 777 à 788   | 1940 à 1943  |
| U-731 à U-734   | 4    | F. Schichau, Danzig                | 1522 à 1525 | 1940 à 1942  |
| U-735 à U-740   | 6    | F. Schichau, Danzig                | 1532 à 1537 | 1941 à 1943  |
| U-741 à U-746   | 6    | F. Schichau, Danzig                | 1544 à 1549 | 1941 à 1943  |
| U-747 à U-750   | 4    | F. Schichau, Danzig                | 1557 à 1560 | 1941         |
| U-751 à U-768   | 18   | Kriegsmarinewerft, Wilhelmshaven   | 134 à 151   | 1939 à 1943  |
| U-771 à U-779   | 9    | Kriegsmarinewerft, Wilhelmshaven   | 154 à 162   | 1940 à 1944  |
| U-821 à U-822   | 2    | Oderwerke, Stettin                 | 821 à 822   | 1941 à 1944  |
| U-825 à U-826   | 2    | F. Schichau, Danzig                | 1588 à 1589 | 1942 à 1944  |
| U-901           | 1    | Vulcan, Stettin                    | 14          | 1941 à 1944  |
| U-903 à U-904   | 2    | Flender-Werke, Lübeck              | 329 à 330   | 1942 à 1943  |
| U-905           | 1    | HC Stülcken, Hambourg              | 802         | 1942 à 1943  |
| U-907           | 1    | HC Stülcken, Hambourg              | 804         | 1942 à 1943  |
| U-921 à U-928   | 8    | Neptun Werft AG, Rostock           | 508 à 515   | 1940 à 1944  |
| U-951 à U-994   | 44   | Blohm & Voss, Hamburg              | 151 à 194   | 1941 à 1944  |
| U-1051 à U-1058 | 8    | arsenal Germania, Kiel             | 685 à 692   | 1942 à 1944  |
| U-1101 à U-1102 | 2    | Nordseewerke, Emden                | 223 à 224   | 1941 à 1944  |
| U-1131 à U-1132 | 2    | Howaldtswerke, Kiel                | 33 à 34     | 1942 à 1943  |
| U-1161 à U-1162 | 2    | Danziger Werft, Danzig             | 133 à 134   | 1942 à 1943  |
| U-1191 à U-1210 | 20   | F. Schichau, Danzig                | 1561 à 1580 | 1942 à 1943  |

| Déplacement         | 769 t (surface) 871 t (plongée)                                                      |
| Longueur            | 67,10 m (hors-tout) 50,5 m (coque pressurisée)                                       |
| Largeur             | 6,20 m (hors-tout) 4,70 m (coque pressurisée)                                        |
| Tirant d'eau        | 4,74 m                                                                               |
| Hauteur             | 9,60 m                                                                               |
| Motorisation        | 3 200 ch (2 moteurs Diesel) 750 ch (2 moteurs électriques)                           |
| Vitesse             | 17,7 nœuds (surface) 7,6 nœuds (plongée)                                             |
| Rayon d'action      | 15 170 km (surface à 10 nœuds) 150 km (plongée à 4 nœuds)                            |
| Armement principal  | 4 tubes lance-torpilles avant 1 tube lance-torpilles arrière 14 torpilles en magasin |
| Armement secondaire | 1 canon de marine de 88 mm (220 coups) 1 canon de 20 mm                              |
| Profondeur          | 230 m (maximale) 250–295 m (écrasement)                                              |
| Équipage            | 44 à 52 hommes                                                                       |
| Unités produites    | 654                                                                                  |
| Unités perdues      | 492                                                                                  |

### U-Flak
Les U-Flak sont des sous-marins (quatre) de modèle (type) VII-C (U-441, U-256, U-621 et U-951) dont l'armement est fortement modifié pour la lutte anti-aérienne. Ils escortent les U-Boote des bases sous-marines françaises de l'Atlantique lors de leurs attaques.
Le concept de l'U-Flak naît lorsque le 31 août 1942 l'U-256 est gravement endommagé par un avion. Plutôt que de le mettre à la casse, il est réparé, pour en faire un navire puissamment armé de la lutte anti-aérienne, de manière à mettre un terme aux pertes infligées par l'aviation alliée dans le golfe de Gascogne.
L'U-Flak est équipé de 2 tourelles Flakvierling 38 quadruples canon de 20 mm (800 coups/min), et d'un canon automatique Flak 36/37 de 37 mm (80/120 coups/min). Accessoirement, une batterie de roquettes antiaériennes est testée sans succès et, de temps à autre, deux canons de 20 mm sont également montés. L'emport de carburant se limite au strict nécessaire pour croiser dans le golfe de Gascogne, et seules 5 torpilles étaient en magasin, préchargées dans les tubes, afin de ménager de l'espace pour les artilleurs.
Opérationnels à partir de juin 1943, ils prouvent leur efficacité en prenant les avions de la Royal Air Force par surprise. Ces premiers succès amenent Karl Dönitz à les faire patrouiller en groupes dans le golfe de Gascogne et à lancer la conversion de trois autres sous-marins (les U-211, U-263 et U-271).
Mais l'aviation britannique développe des contre-mesures et, lorsque moins de six mois après elle commence à faire intervenir des navires de surface pour assister ses chasseurs-bombardiers, la conversion encore en cours des trois U-Boote est arrêtée. Les U-Flaks sont convertis en sous-marins conventionnels.

## Type VII-C/41
Le type VII-C/41 était une version légèrement modifiée du VII-C, et disposait du même armement et de la même motorisation. La différence résidait dans le renforcement de la coque pressurisée, et l'allègement de la machinerie pour compenser, ce qui le rendait un peu plus léger que le VII-C.
Au total, 91 exemplaires en furent construits, dont seuls ceux produits après le U-1271 disposaient d'un équipement de largage de mines.
Le Mémorial naval de Laboe, au Nord de Kiel, présente le U-995, un U-Boot de type VII-C/41, et le dernier U-Boot de type VII encore existant au monde.
| Bateaux         | Nbre | Chantier naval                     | N° fabrique | Construction |
| --------------- | ---- | ---------------------------------- | ----------- | ------------ |
| U-292 à U-300   | 9    | Bremer Vulkan, Brême               | 57 à 65     | 1941 à 1943  |
| U-317 à U-328   | 12   | Flender-Werke, Lübeck              | 317 à 328   | 1941 à 1944  |
| U-827 à U-828   | 2    | F. Schichau, Danzig                | 1590 à 1591 | 1942 à 1944  |
| U-929 à U-930   | 2    | Neptun Werft AG, Rostock           | 516 à 517   | 1942 à 1944  |
| U-995           | 1    | Blohm & Voss, Hambourg             | 195         | 1941 à 1944  |
| U-997 à U-1010  | 14   | Blohm & Voss, Hambourg             | 197 à 210   | 1941 à 1944  |
| U-1013 à U-1025 | 13   | Blohm & Voss, Hambourg             | 213 à 225   | 1942 à 1945  |
| U-1063 à U-1065 | 3    | Germaniawerf, Kiel                 | 700 à 702   | 1941 à 1944  |
| U-1103 à U-1110 | 8    | Nordseewerke, Emden                | 225 à 232   | 1941 à 1944  |
| U-1163 à U-1172 | 10   | Danziger Werft, Danzig             | 135 à 144   | 1941 à 1944  |
| U-1271 à U-1279 | 9    | Bremer Vulkan, Brême               | 66 à 74     | 1942 à 1944  |
| U-1301 à U-1308 | 8    | Flensburger Schiffsbau, Flensbourg | 494 à 501   | 1942 à 1945  |

| Déplacement         | 769 t (surface) 871 t (plongée)                                                      |
| Longueur            | 67,10 m (hors-tout) 50,5 m (coque pressurisée)                                       |
| Largeur             | 6,20 m (hors-tout) 4,70 m (coque pressurisée)                                        |
| Tirant d'eau        | 4,74 m                                                                               |
| Hauteur             | 9,60 m                                                                               |
| Motorisation        | 3 200 ch (2 moteurs Diesel) 750 ch (2 moteurs électriques)                           |
| Vitesse             | 17,7 nœuds (surface) 7,6 nœuds (plongée)                                             |
| Rayon d'action      | 15 725 km (surface à 10 nœuds) 150 km (plongée à 4 nœuds)                            |
| Armement principal  | 4 tubes lance-torpilles avant 1 tube lance-torpilles arrière 14 torpilles en magasin |
| Armement secondaire | 1 Schiffskanone C/35 L/45 (220 coups) 1 canon de 20 mm                               |
| Profondeur          | 250 m (maximale) 270–325 m (écrasement)                                              |
| Équipage            | 44 à 52 hommes                                                                       |
| Unités produites    | 91                                                                                   |
| Unités perdues      | ?                                                                                    |

## Type VII-C/42
Le type VII-C/42 est conçu entre 1942 et 1943 pour remplacer le vieillissant type VII-C. Il aurait dû être équipé d'une coque pressurisée bien plus résistante, blindée par 28 mm d'acier, ce qui lui aurait permis de plonger à une profondeur deux fois supérieure à celle des précédents type VII-C.

Il était prévu pour être d'apparence similaire au type VII-C/41, doté de deux périscopes dans le massif et chargé de deux fois plus de torpilles.
Les contrats sont signés pour construire 164 exemplaires ; alors que quelques chantiers en avaient commencé la production, celle-ci est annulée le 30 septembre 1943 en faveur de la construction d'U-Boote de type XXI.
| Déplacement         | 999 t (surface) 1099 t (plongée)                                                     |
| Longueur            | 68,70 m (hors-tout) 50,9 m (coque pressurisée)                                       |
| Largeur             | 6,85 m (hors-tout) 5,00 m (coque pressurisée)                                        |
| Tirant d'eau        | 5,00 m                                                                               |
| Hauteur             | 10,00 m                                                                              |
| Motorisation        | 3 300 ch (2 moteurs Diesel) 750 ch (2 moteurs électriques)                           |
| Vitesse             | 18,6 nœuds (surface) 7,6 nœuds (plongée)                                             |
| Rayon d'action      | 23 310 km (surface à 10 nœuds) 150 km (plongée à 4 nœuds)                            |
| Armement principal  | 4 tubes lance-torpilles avant 1 tube lance-torpilles arrière 16 torpilles en magasin |
| Armement secondaire | -                                                                                    |
| Profondeur          | 270 m (maximale) 350–400 m (écrasement)                                              |
| Équipage            | 44 à 52 hommes                                                                       |
| Unités produites    | -                                                                                    |
| Unités perdues      | -                                                                                    |

## Type VII-D
Le type VII-D, conçu entre 1939 et 1940, était une version allongée du type VII-C, avec 3 rangées de 5 tubes verticaux. Ces tubes servaient à éjecter des mines marines.
Construit à 6 unités (le U-213, le U-214, le U-215, le U-216, le U-217 et le U-218) il se montra peu efficace et, à la fin de la guerre, seul un exemplaire n'avait pas été coulé.
| Bateaux | Chantier naval      | N° fabrique | Pose de quille | Commissioné  | Fin |
| ------- | ------------------- | ----------- | -------------- | ------------ | --- |
| U-213   | Germaniawerft, Kiel | 645         | 1 Oct 1940     | 30 Août 1941 | Coulé le 31 Juillet 1942 au sud-est des Açores par des charges des HMS Erne (U03), HMS Rochester (L50) (en) et HMS Sandwich (L12) (en). |
| U-214   | Germaniawerft, Kiel | 646         | 5 Oct 1940     | 1 Nov 1941   | Coulé le 26 Juillet 1944 dans la Manche par des charges du HMS Cooke (en)                                                               |
| U-215   | Germaniawerft, Kiel | 647         | 15 Nov 1940    | 22 Nov 1941  | Coulé le 3 Juillet 1942 à l'est de Boston par des charges du chalutier armé HMT Le Tiger (FY 243).                                      |
| U-216   | Germaniawerft, Kiel | 648         | 1 Janv 1941    | 15 Dec 1941  | Coulé le 20 Octobre 1942 au sud-ouest de l'Irlande, par 6 charges d'un B-24 Liberator britannique (224 Sqn RAF/H).                      |
| U-217   | Germaniawerft, Kiel | 649         | 30 Jan 1941    | 31 Jan 1942  | Coulé le 5 Juin 1943 au sud-ouest des Açores par des charges d'un TBF Avenger (VC-9 USN/T-11), de l'USS Bogue (CVE-9)                   |
| U-218   | Germaniawerft, Kiel | 650         | 17 Mar 1941    | 24 Jan 1942  | Coulé le 4 Décembre 1945 au large d'Inishtrabull durant l'opération Deadlight                                                           |

| Déplacement         | 965 t (surface) 1080 t (plongée) |
| Longueur            | 76,90 m (hors-tout) 59,8 m (coque pressurisée)                                                                                                   |
| Largeur             | 6,40 m (hors-tout) 4,70 m (coque pressurisée) |
| Tirant d'eau        | 5,00 m |
| Hauteur             | 9,70 m |
| Motorisation        | 3 200 ch (2 moteurs Diesel) 750 ch (2 moteurs électriques)                                                                                       |
| Vitesse             | 16,7 nœuds (surface) 7,3 nœuds (plongée) |
| Rayon d'action      | 20 720 km (surface à 10 nœuds) 130 km (plongée à 4 nœuds)                                                                                        |
| Armement principal  | 4 tubes lance-torpilles avant 1 tube lance-torpilles arrière 6 torpilles en magasin 15 tubes de largage de mines 15 mines sous-marines de 350 kg |
| Armement secondaire | - |
| Profondeur          | 200 m (maximale) 220–240 m (écrasement) |
| Équipage            | 46 à 52 hommes |
| Unités produites    | 6 |
| Unités perdues      | 5 |

## Type VII-F
Le type VII-F, conçu en 1941, était un transporteur de torpilles. C'était le plus lourd et le plus gros des U-Boote de type VII construits. Son armement était identique à l'exception du fait qu'il ne disposait pas de canons sur le pont, mais il pouvait en contrepartie embarquer jusqu'à 39 torpilles.
Seuls quatre exemplaires en furent construits, deux d'entre eux (l'U-1059 et l'U-1062) étaient affectés au ravitaillement des flottilles de l'Est, tandis que les deux autres (l'U-1060 et l'U-1061) étaient affectés au ravitaillement des bases sous-marines de l'Atlantique.
| Bateau | Chantier naval      | N° fabrique | Pose de quille | Commissionné | Fin                                                                                              |
| ------ | ------------------- | ----------- | -------------- | ------------ | ------------------------------------------------------------------------------------------------ |
| U-1059 | Germaniawerft, Kiel | 693         | 4 Juin 1942    | 1 Mai 1943   | Coulé le 19 Mars 1944 à l'ouest du Cap Vert par des avions de l'USS Block Island (CVE-21)        |
| U-1060 | Germaniawerft, Kiel | 694         | 7 Juillet 1942 | 15 Mai 1943  | échoué le 27 Octobre 1944 en Norvège après l'attaque des avions du HMS Implacable (R86).         |
| U-1061 | Germaniawerft, Kiel | 695         | 21 Août 1942   | 25 Août 1943 | Coulé le 1er Décembre 1945 au Loch Ryan durant l'opération Deadlight                             |
| U-1062 | Germaniawerft, Kiel | 696         | 12 Août 1942   | 8 Mai 1943   | Coulé le 30 septembre 1944 à l'ouest du Cap Vert par des charges du destroyer USS Fessenden (en) |

| Déplacement         | 1084 t (surface) 1181 t (plongée)                                                    |
| Longueur            | 77,60 m (hors-tout) 60,4 m (coque pressurisée)                                       |
| Largeur             | 7,30 m (hors-tout) 4,70 m (coque pressurisée)                                        |
| Tirant d'eau        | 4,90 m                                                                               |
| Hauteur             | 9,60 m                                                                               |
| Motorisation        | 3 200 ch (2 moteurs Diesel) 750 ch (2 moteurs électriques)                           |
| Vitesse             | 17,6 nœuds (surface) 7,9 nœuds (plongée)                                             |
| Rayon d'action      | 27 195 km (surface à 10 nœuds) 140 km (plongée à 4 nœuds)                            |
| Armement principal  | 4 tubes lance-torpilles avant 1 tube lance-torpilles arrière 39 torpilles en magasin |
| Armement secondaire | -                                                                                    |
| Profondeur          | 200 m (maximale) 220–240 m (écrasement)                                              |
| Équipage            | 46 à 52 hommes                                                                       |
| Unités produites    | 4                                                                                    |
| Unités perdues      | 3                                                                                    |

## Sources
- (en) Cet article est partiellement ou en totalité issu de l’article de Wikipédia en anglais intitulé « German Type VII submarine » (voir la liste des auteurs).